# Parastenasellus chappuisi
Parastenasellus chappuisi är en kräftdjursart som först beskrevs av Paul Auguste Remy 1938.  Parastenasellus chappuisi ingår i släktet Parastenasellus och familjen Stenasellidae. Inga underarter finns listade i Catalogue of Life.